# Togo (película uruguaya)
Togo es una película uruguaya de ficción escrita y dirigida por Adrián Caetano protagonizada por Diego Alonso, Catalina Arrillaga, y Néstor 'Tito' Prieto. Fue la primera producción uruguaya para Netflix, que además tuvo la particularidad de estar dentro de los ratings de las películas más vista de la plataforma durante varias semanas.

## Sinopsis
Togo vive en la calle y se gana la vida cuidando coches. Unos  narcotraficantes de poca monta quieren adueñarse de la zona donde trabaja TOGO, y están reclutando bajo amenaza de muerte a sus colegas que para conservar su territorio deberán vender droga para ellos a cambio. La ausencia de miedo hace que Togo sea el único que pueda enfrentar a los delincuentes e incluso derrotarlos.

## Publicación
La película se estrenó en octubre de 2022 en la plataforma de streaming Netflix